# Jerry Cook
Jerry Cook (* 20. Juni 1943 in Rome, New York) ist ein ehemaliger NASCAR-Rennfahrer. Er ist einer von NASCAR’s 50 Greatest Drivers und derzeit im Aufsichtsrat der NASCAR sowie als Mitglied des Wettbewerbskomitees der NASCAR tätig.

## Karriere als Rennfahrer
Er begann im Alter von 13 Jahren mit dem Rennfahren. 1969 gewann er auf dem Utica-Rome-Speedway seinen ersten Titel. Von 1971 bis 1977 gewann er sechs Meisterschaften in der Featherlite Modified Series. Interessanterweise stammt Cook aus derselben Stadt wie sein größter Konkurrent Richie Evans, mit dem er diverse spannende Zweikämpfe auf der Rennstrecke hatte.
1982 beendete Cook seine Karriere als Rennfahrer in der Modifies-Series, in der er 342 Rennen gewann. Im Jahre 2003 wurde er von der NASCAR in die Liste der besten Modified-Fahrer aller Zeiten aufgenommen.

## Arbeit in NASCAR-Verwaltung
Zu Beginn der Saison 1985 übernahm Cook den Posten des Direktors der Whelen Modified Tour. Später wechselte er in den Aufsichtsrat sowie das Wettbewerbskomitee der NASCAR, wo er noch immer aktiv ist.